# Victor Froholdt
Victor Froholdt (Vallensbæk, 25 de febrero de 2006) es un futbolista danés que juega en la demarcación de centrocampista para el F. C. Porto de la Primeira Liga.

## Trayectoria
Se formó en las categorías inferiores del F. C. Copenhague y en septiembre de 2023 hizo su debut con el primer equipo en un partido de la Copa de Dinamarca en el que marcó un gol. Esa temporada también se estrenó en la Superliga de Dinamarca y la Liga de Campeones de la UEFA antes de asentarse en el equipo en la campaña siguiente, en la que disputó 53 partidos y ganó el doblete nacional.
El 23 de julio de 2025 fue traspasado al F. C. Porto y firmó hasta 2030.

## Selección nacional
Tras jugar en las categorías inferiores de la selección, finalmente hizo su debut con la selección de Dinamarca el 23 de marzo de 2025 en un encuentro de la Liga de Naciones de la UEFA 2024-25 contra Portugal que finalizó con un resultado de 5-2 a favor del combinado portugués tras los goles de Rasmus Kristensen y Christian Eriksen para Dinamarca, y de Cristiano Ronaldo, Gonçalo Ramos, un doblete de Francisco Trincão y un autogol de Joachim Andersen para Portugal.

## Clubes
| Club             | País      | Año       | Partidos | Goles |
| ---------------- | --------- | --------- | -------- | ----- |
| F. C. Copenhague | Dinamarca | 2024-2025 | 61       | 8     |
| F. C. Porto      | Portugal  | 2025-     |          |       |

## Palmarés

### Títulos nacionales
| Título                 | Club             | País      | Año  |
| ---------------------- | ---------------- | --------- | ---- |
| Superliga de Dinamarca | F. C. Copenhague | Dinamarca | 2025 |
| Copa de Dinamarca      | F. C. Copenhague | Dinamarca | 2025 |